# Люсерн (Вайомінг)
Люсерн (англ. Lucerne) — переписна місцевість (CDP) в США, в окрузі Гот-Спрінґс штату Вайомінг. Населення — 548 осіб (2020).

## Географія
Люсерн розташований за координатами 43°43′5″ пн. ш. 108°11′5″ зх. д. / 43.71806° пн. ш. 108.18472° зх. д. (43.718022, -108.184710).  За даними Бюро перепису населення США в 2010 році переписна місцевість мала площу 53,25 км², з яких 51,54 км² — суходіл та 1,71 км² — водойми.

## Демографія
Згідно з переписом 2010 року, у переписній місцевості мешкало 535 осіб у 230 домогосподарствах у складі 174 родин. Густота населення становила 10 осіб/км².  Було 254 помешкання (5/км²).
Расовий склад населення:
| - 97,4 % — білих - 0,2 % — вихідців з тихоокеанських островів - 0,2 % — корінних американців - 0,2 % — чорних або афроамериканців - 0,2 % — азіатів |

До двох чи більше рас належало 1,7 %. Частка іспаномовних становила 1,3 % від усіх жителів.
За віковим діапазоном населення розподілялося таким чином: 19,1 % — особи молодші 18 років, 59,2 % — особи у віці 18—64 років, 21,7 % — особи у віці 65 років та старші. Медіана віку мешканця становила 51,8 року. На 100 осіб жіночої статі у переписній місцевості припадало 98,1 чоловіків;  на 100 жінок у віці від 18 років та старших — 103,3 чоловіків також старших 18 років.
Середній дохід на одне домашнє господарство  становив 65 217 доларів США (медіана — 55 588), а середній дохід на одну сім'ю — 78 586 доларів (медіана — 69 183). Медіана доходів становила 48 393 долари для чоловіків та 29 688 доларів для жінок. За межею бідності перебувало 0,9 % осіб, у тому числі 0,0 % дітей у віці до 18 років та 0,0 % осіб у віці 65 років та старших.
Цивільне працевлаштоване населення становило 348 осіб. Основні галузі зайнятості: освіта, охорона здоров'я та соціальна допомога — 19,5 %, публічна адміністрація — 13,5 %, роздрібна торгівля — 12,9 %.